# Вроцлавские анналы
Вроцлавские анналы, или Анналы или повествование о случившемся в городе Вроцлав (лат. Annali seu contingentia in civitate Wratislavia), — составленная во Вроцлаве в первой половине XVI века историческая компиляция на латинском языке. Охватывают период с 1418 по 1517 годов. Сохранились в рукописи XVI века. Содержат сведения по местной истории города Вроцлав, а также по истории Чехии, Венгрии и Польши.

## Издания
- Rocznik Wroclawski / wydal A. Semkowicz // MPH. T. 3. Lwow, 1878, p. 734—740[2].

## Переводы на русский язык
- Вроцлавские анналы в переводе А. С. Досаева на сайте Восточная литература